# Lucky Luke (serie animada de 1991)
Lucky Luke es una serie de televisión de dibujos animados francesa de 26 episodios de 25 minutos de duración inspirada en los cómics creados por Morris y producida por los estudios IDDH. En Francia la serie se difundió por primera vez en 1991 por France 3.
Es la adaptación de los álbumes de Lucky Luke, héroe ficticio del salvaje Oeste, enfrentado a delincuentes como a los hermanos Dalton.

## Lista de episodios

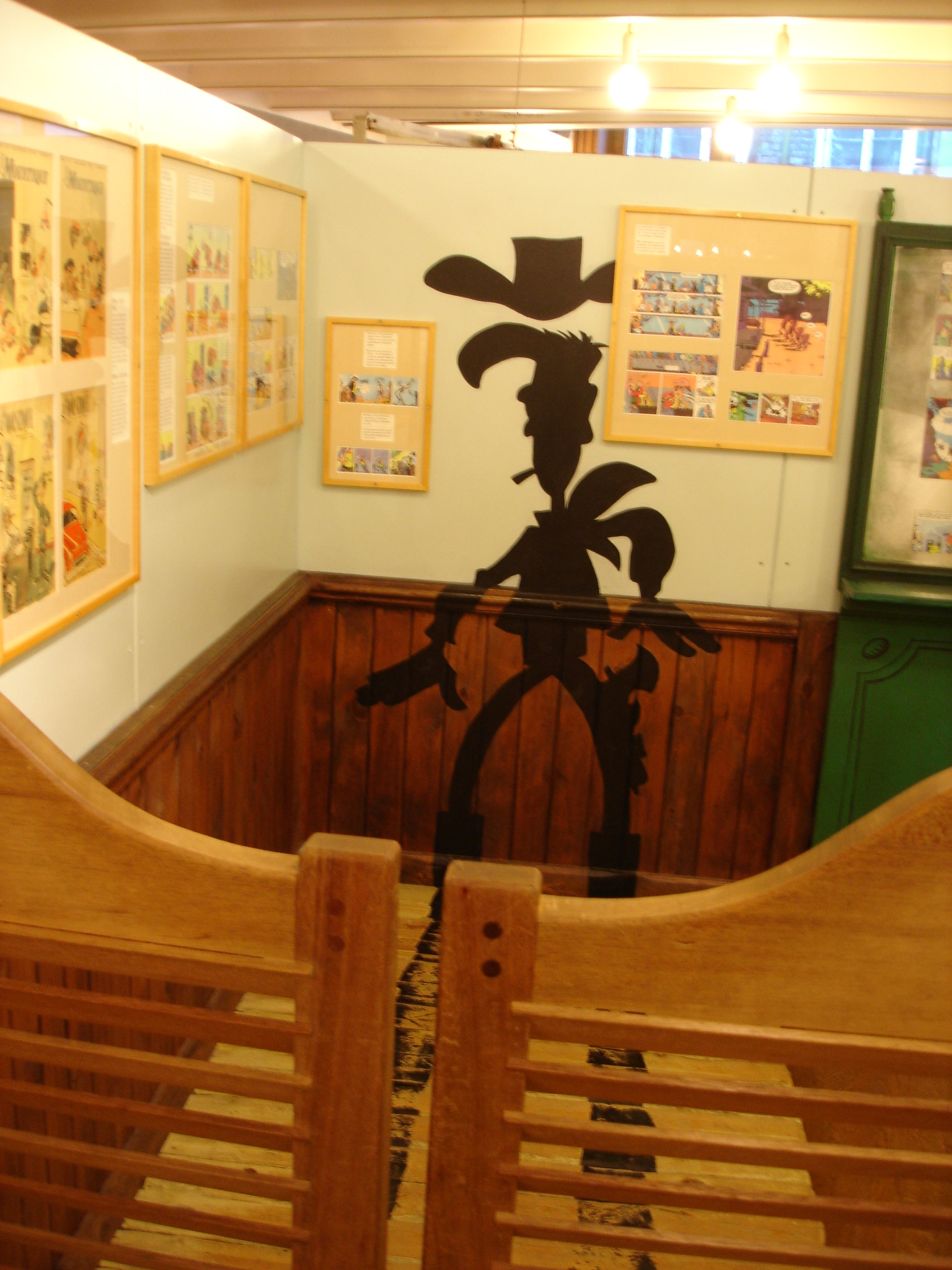
La sombra de Lucky Luke, en la presentación de cada episodio

### Segunda temporada
1. "La ciudad fantasma"
2. "El juez"
3. "La fuga de los Dalton"
4. "El 20.° de caballería"
5. "Lucky Luke contra Joss Jamon"
6. "Nitroglicerina"
7. "Tortillas para los Dalton"
8. "El Pony Express"
9. "Cazador de recompensas"
10. "La novia de Lucky Luke"
11. "La diva"
12. "El vendedor ambulante"
13. "Desafío a Lucky Luke"
14. "Cañón Apache"
15. "La herencia de Rantanplán"
16. "El Daily Star"
17. "Los primos Dalton"
18. "Los Dalton siguen incordiando"
19. "Lucky Luke contra Pat Poker"
20. "La cuartada"
21. "El ataque de los Pies Azules"
22. "El bandido mágico"
23. "El circo Western"
24. "Dedos"
25. "Paso peligroso"
26. "La batalla del arroz"

## Comentarios
7 años después de la primera serie, Lucky Luke aterrizó casi anónimamente en las pantallas francesas, con motivo de la inauguración de su segunda serie de televisión, tras el fracaso de su primera en Estados Unidos (a diferencia de Europa). Hanna-Barbera no es la productora de esta segunda serie, sino que la editorial Dargaud, encomendó la segunda serie a IDDH.
En el doblaje, sólo Jacques Thebault (Lucky Luke) y Pierre Tornade (Averell) son los supervivientes de la serie anterior), sólo
Lucky Luke, Joe y Averell Dalton, mantienen la misma voz en todos los 26 episodios. Otros personajes recurrentes (Jack y William Dalton, Rantanplan, etc.) varían dependiendo de la disponibilidad de dobladores.
Claude Bolling, también proporciona las músicas, que son como las de la serie original.
Debido a que Hanna-Barbera ya no fuera la productora de esta serie, Lucky Luke se encuentra en esta nueva serie libre de toda coacción.
En la segunda serie serie si aparecen las minorías étnicas que ponen en su contexto histórico, (Mexicanos, chinos, negros, indios...)
Por la misma razón, nos encontramos entre los personajes, el mismo equilibrio que en los álbumes: Jolly Jumper interviene raramente, Rantanplán también.
Esta serie consta de episodios de álbumes que no se adaptaron en la primera serie. Encontramos un cierto placer con adaptaciones de los álbumes legendarios como "El Juez", "Tortillas para los Dalton", "La Villa Fantasma"... 
Pero para que la serie se equilibrase más se añadió al guion material original. 
Sin embargo, esta serie no tenía el mismo presupuesto que la de 1984 (animación más simple y las adaptaciones demasiado fiel a los álbumes).
Por último, la segunda temporada, lamentablemente, no ha recibido el primer time, y fue difundida el domingo por la tarde. Esto podría explicar en parte su relativo anonimato.
- Datos: Q7888002